# ぱんだにあ
ぱんだにあは、日本の漫画家、イラストレーター。

## 略歴
2015年11月から作者のTwitterやブログで公開が始まった『ねこようかい』が、2016年11月11日発売の『まんがライフオリジナル』12月号から連載開始。商業誌デビュー。単行本第1巻が2018年2月22日にバンブーコミックスから発売された。
2019年11月14日からは、Twitterで公開している『悪の秘密結社ネコ』が、イースト・プレスが運営するWebメディア「マトグロッソ」で連載を開始し、2020年7月17日に描き下ろしも収録された単行本第1巻がイースト・プレスから発売された。
2020年1月31日にはTwitterで公開している童話と猫を掛け合わせた作品『ねこむかしばなし』が単行本としてKADOKAWAから発売され、第2巻である『にゃんと!ねこむかしばなし』が2021年2月12日に発売された。
2021年4月27日からは、『まんがライフWIN』で『ねこようかい』の派生新シリーズである『ねこもんすたー』を、8月6日からは『コミプレ』の公式Twitterアカウントにて『ねこのおしごと』の連載を開始した。
2022年7月12日にクトゥルフ神話の神々と猫を掛け合わせた作品『ねこのクトゥルフ』が、書き下ろしを収録した全編フルカラーの単行本でビームコミックスから発売された。

## 商業作品

### 連載
- ねこようかい（『まんがライフオリジナル』2016年12月号 - ）
- 悪の秘密結社ネコ（『マトグロッソ』2019年11月14日 - ）
- ねこもんすたー（『まんがライフWIN』2021年4月27日 - ）
- ねこのおしごと（『コミプレ』公式Twitterアカウント 2021年8月6日 - ）

### コミックス
バンブーコミックス
- 『ねこようかい』 既刊10巻（2025年2月現在）
- 『ねこもんすたー』 既刊3巻（2024年9月現在）
  1. 『ねこもんすたー』 2022年2月22日発売[10]、ISBN 978-4-8019-7559-0
  2. 『ねこもんすたー ニャーオ!』 2023年4月4日発売[11]、ISBN 978-4-8019-7959-8
  3. 『ねこもんすたー スリスリ』 2024年9月17日発売、ISBN 978-4-8019-8435-6

イースト・プレス
- 『悪の秘密結社ネコ』 既刊3巻（2022年6月現在）
  1. 2020年7月17日発売[12]、ISBN 978-4-7816-1895-1
  2. 2021年6月14日発売[13]、ISBN 978-4-7816-1989-7
  3. 2022年6月17日発売[14]、ISBN 978-4-7816-2089-3

KADOKAWA
- 『ねこむかしばなし』 既刊3巻（2024年4月現在）
  1. 『ねこむかしばなし』 2020年1月31日発売[15]、ISBN 978-4-04-064394-6
  2. 『にゃんと!ねこむかしばなし』 2021年2月12日発売[16]、ISBN 978-4-04-680233-0
  3. 『みっけ!ねこむかしばなし』 2024年4月1日発売、ISBN 978-4-04-683305-1
- 『ねことわざ』 2023年3月28日発売[17]、ISBN 978-4-04-681366-4
- 『あっち こっち ネッチ！』 2025年2月26日発売[18]、ISBN 978-4-04-684453-8

ビームコミックス
- 『ねこのクトゥルフ』 2022年7月12日発売[19]、ISBN 978-4-04-737127-9

ヒーローズコミックス
- 『ねこのおしごと』 既刊2巻（2025年3月現在）
  1. 2023年3月29日発売、ISBN 978-4-86-468164-3
  2. 2025年3月28日発売、ISBN 978-4-86-805055-1

### 共著
バンブーコミックス
- 『練物庵』（共著：ぱんだにあ、合同会社EXNOA）2024年9月17日発売、ISBN 978-4-8019-8434-9

KORONブックス（立花書房）
- 『新 昇試サブノート 憲法・行政法』（編：別冊KORON編集部）2022年7月4日発売、ISBN 978-4-80-376302-7
- 『新 昇試サブノート 刑法・刑事訴訟法』（編：別冊KORON編集部）2022年7月4日発売、ISBN 978-4-80-376303-4

自由国民社
- 『ねこけんぽう すべてのねこが幸せになるルール』（著：南部美香、マンガ：ぱんだにあ）2023年8月28日発売、ISBN 978-4-42-612912-5

## その他
- メイドインアビス 烈日の黄金郷（2022年） - 第6話のエンドカードイラスト[20]